# جيمس جوزيف موجا
جيمس جوزيف سعيد موجا (بالإنجليزية: James Moga)‏، من مواليد 14 يونيو 1983م ، وهو لاعب سوداني معروف ، بدأ حياته كلاعب سوداني في نادي الهلال السوداني ، وشارك مع منتخب السودان حتى عام 2005م، ولعب مع منتخب جنوب السودان لأول مرة عام 2012م.

## روابط خارجية
- جيمس موجا على موقع الاتحاد الدولي (مؤرشف)  (الإنجليزية)
- جيمس موجا على موقع قاعدة بيانات كرة القدم.إي يو (الإنجليزية)
- جيمس موجا على موقع ناشيونال فوتبول تيمز (الإنجليزية)
- جيمس موجا على موقع Soccerway.com (الإنجليزية)
- جيمس موجا على موقع كووورة